# Onderkorst
Onderkorst (Engels: lower crust) is een soms gebruikte naam voor het onderste gedeelte van continentale aardkorst. De scheiding tussen onder- en bovenkorst ligt bij de Conraddiscontinuïteit en heeft een variabele diepte tussen de 10 en 20 km. De ondergrens van de onderkorst met de mantel is de Mohorovičić-discontinuïteit. 

## Samenstelling
De twee discontinuïteiten worden veroorzaakt door verschillen in dichtheid. Met de mantel is er ook een verschil in chemische samenstelling, maar dit is niet aantoonbaar het geval met de bovenkorst. Materiaal in de onderkorst is vanwege de lithostatische druk dichter (gemiddeld neemt de druk in de korst toe met 30 MPa/km) en heter (de geotherm bedraagt gemiddeld 25 K/km) dan in de bovenkorst. Door de grotere diepte hebben de gesteenten een hogere metamorfe graad en zijn ook meer gedehydreerd (ze bevatten minder H2O).

## Processen
Hoewel de overgang tussen onder- en bovenkorst niet noodzakelijk een verschil in chemische samenstelling hoeft te zijn, zijn er wel verschillen. Omdat magma de gewoonte heeft van laag naar hoog te stromen zijn intrusiegesteenten in de onderkorst minder gedifferentieerd of zelfs residuën van verder omhoog gerezen magma's. Daarom is de onderkorst over het algemeen mafischer van samenstelling dan de bovenkorst. Intrusies kunnen bijvoorbeeld uit dioriet, anorthosiet of gabbro bestaan, deze worden op de diepte van de onderkorst normaal gesproken gemetamorfoseerd tot amfiboliet.
De magma die in de onderkorst voorkomt kan afkomstig zijn van partieel smelten in de onderkorst zelf (op plekken waar de temperatuur boven de 650°C uitkomt zal gehydrateerde graniet partieel gaan smelten) of in de mantel. Als de smelt zo hoog komt dat de omringende gesteenten dezelfde dichtheid hebben zal ze niet verder opstijgen en een magmakamer vormen, een proces dat "underplating" wordt genoemd. Dankzij underplating groeit de onderkorst aan de onderkant aan met een laag stollingsgesteente met de samenstelling van gabbro.
Onder de omstandigheden in de onderkorst leidt mechanische spanning normaal gesproken tot ductiele deformatie (bijvoorbeeld de vorming van schuifzones in plaats van breuken.